# Rikarudo Higa
Rikarudo Higa (比嘉 リカルド Higa Rikarudo?), född 4 maj 1973, är en japansk tidigare fotbollsspelare och tränare.
Han deltog bland annat i Världsmästerskapet i futsal 2004, 2008 och Världsmästerskapet i strandfotboll 2009.